# ابوالقاسم فقیه‌زاده
ابوالقاسم فقیه‌زاده (۱۲۶۷ قزوین - ۱۳۴۷) قاضی دادگستری و نماینده مجلس شورای ملی بود.
تحصیلات حوزوی کرد و در آغاز در کسوت روحانیت بود. در سال ۱۳۰۶ به استخدام عدلیه درآمد و امین صلح شد. مدارج ترقی در کار قضاوت را تا ریاست دادگستری زنجان، اراک، قزوین و گیلان طی کرد و در سال ۱۳۲۲ فرماندار قزوین شد. پس از کنار رفتن از فرمانداری، مدتی بیکار ماند تا به استانداری مازندران منصوب شد.
فقیه‌زاده در انتخابات دوره شانزدهم مجلس شورای ملی در سال ۱۳۲۸ به نمایندگی قزوین انتخاب شد. پس از پایان دوره نمایندگی‌اش دوباره به دادگستری بازگشت و سالها رئیس استیناف (دادگاه تجدیدنظر) خراسان بود. در چند سال آخر عمر نیز از قضات دیوان عالی کشور شد.